# Overshot Waterfall
Der Overshot Waterfall ist ein Wasserfall bislang nicht ermittelter Fallhöhe im Mount-Aspiring-Nationalpark in der Region West Coast auf der Südinsel Neuseelands. In der Haast Range der Neuseeländischen Alpen liegt er nordöstlich des Quaking Waterfall im Lauf des Whizzing Water, der in südöstlicher Fließrichtung in den Waiatoto River mündet.